# Группа армий «Йылдырым»
Группа армий «Йылдырым» («Молния») (тур. Yıldırım Ordular Grubu) — воинское формирование (группа армий) вооружённых сил Османской империи времён Первой мировой войны. Также иногда её называли немецкой группой армий «F» (нем. Heeresgruppe «F»), поскольку командование осуществляли германские военные советники и в состав «Йылдырым» входило несколько немногочисленных подразделений германской армии.

## История группы армий
В июле 1917 года османское и немецкое командования сформировали группу армий «Йылдырым» (или группы армий «F») под общим командованием немецкого генерала Эриха фон Фалькенхайна, в которую первоначально вошли соединения 6-й и 7-й османских армий. Затем 6-я армия, сражавшаяся в Месопотамии, была исключена из состава группы армий «Йылдырым», а вместо неё в состав «Йылдырым» вошла сформированная 8-я армия. Эти две армии под общим командованием Фалькенхайна составили силы Центральных держав на палестинском фронте.
После подписания Мудросского перемирия, окончания Первой мировой войны и начала турецкой войны за независимость военным министерством было принято решение о создании инспектората войск «Йылдырым» (командующий Мехмет Джемаль-паша) со штабом в Конье, в который вошли 12-й, 17-й и 20-й корпуса.

## Состав группы армий

### Первая мировая война

#### Август 1917 года

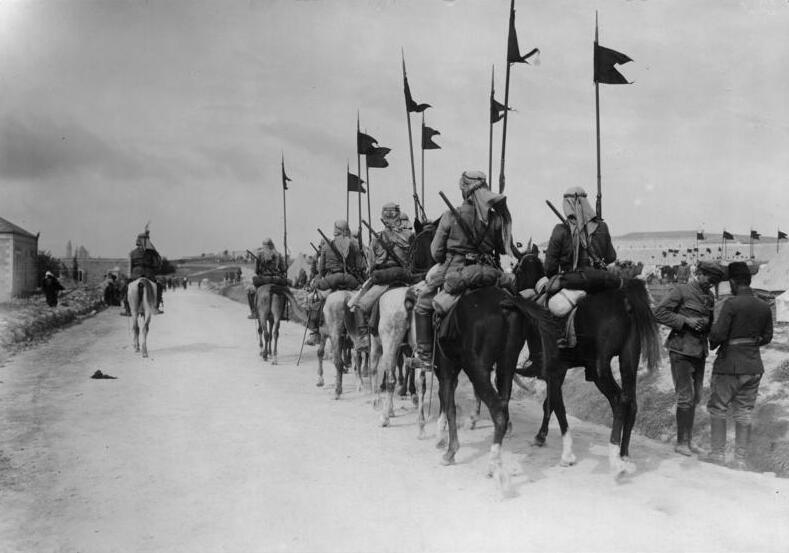
Османская кавалерия в окрестностях Иерусалима летом 1917 года

В августе 1917 года в группу армий «Йылдырым» входили следующие соединения:
- Группа армий «Йылдырым» (командующий Эрих фон Фалькенхайн)
  - 7-я армия, Сирия (командующий Мустафа Кемаль-паша)
    - 3-й корпус
      - 24-я пехотная дивизия
      - 50-я пехотная дивизия

    - 15-й корпус
      - 19-я пехотная дивизия
      - 20-я пехотная дивизия

    - Германский азиатский корпус

  - 6-я армия, Месопотамия (командующий Халиль-паша)
    - 13-й корпус
      - 2-я пехотная дивизия
      - 6-я пехотная дивизия

    - 18-й корпус
      - 14-я пехотная дивизия
      - 51-я пехотная дивизия
      - 52-я пехотная дивизия

    - 46-я пехотная дивизия

#### Январь 1918 года

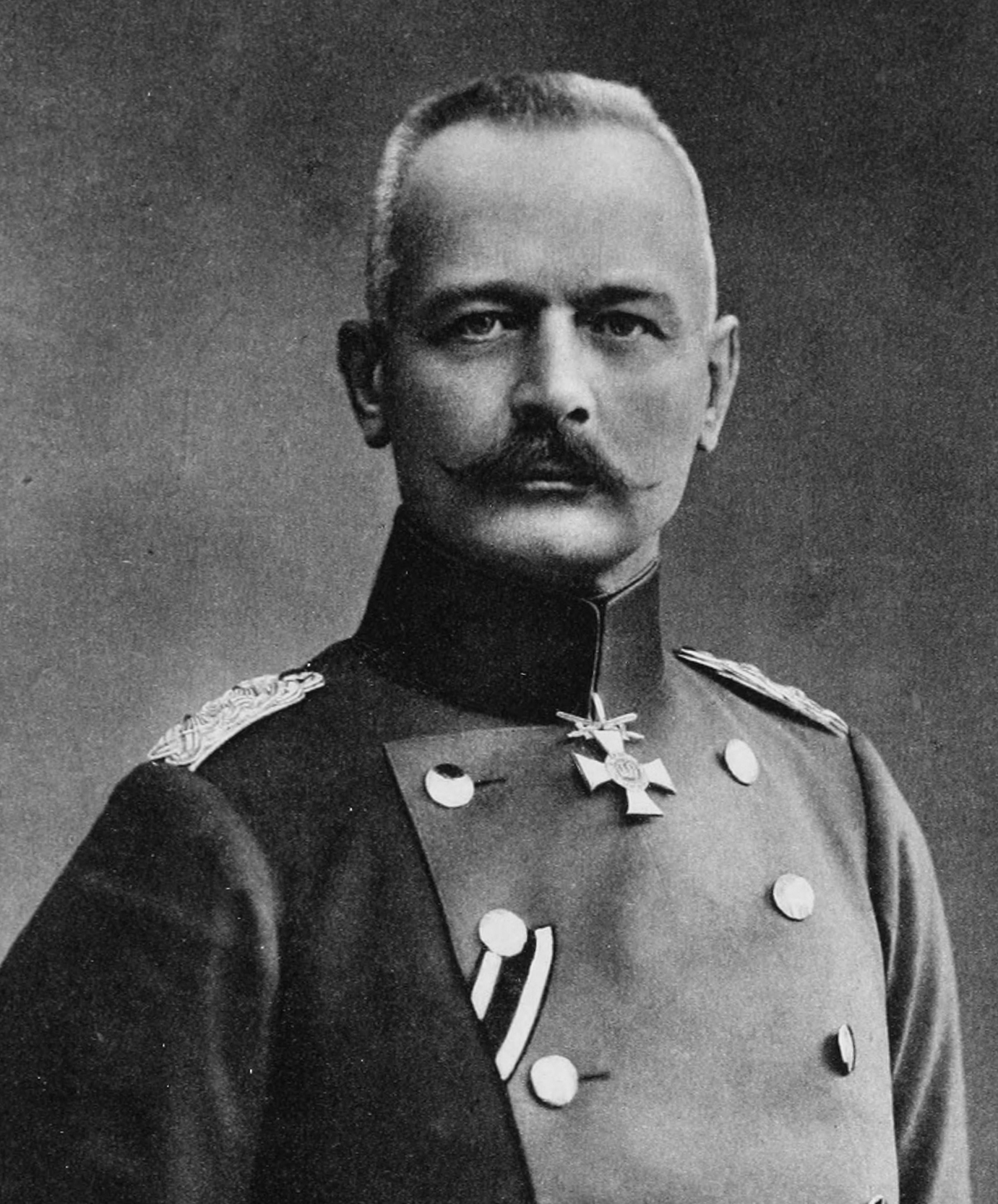
Эрих фон Фалькенхайн — командующий группы армий «Йылдырым»

- Группа армий «Йылдырым» (командующий Эрих фон Фалькенхайн)

В январе 1918 года в группу армий «Йылдырым» входили следующие соединения:
- - 7-я армия (командующий Мустафа Февзи-паша)
    - 3-й корпус
      - 1-я пехотная дивизия
      - 19-я пехотная дивизия
      - 24-я пехотная дивизия

    - 15-й корпус
      - 26-я пехотная дивизия
      - 53-я пехотная дивизия

    - 3-я кавалерийская дивизия
    - Германский азиатский корпус

  - 8-я армия (командующий Исмаил Джеват-паша)
    - 22-й корпус
      - 3-я пехотная дивизия
      - 7-я пехотная дивизия
      - 20-я пехотная дивизия

    - 2-я кавалерийская дивизия
    - 16-я пехотная дивизия
    - 54-я пехотная дивизия

#### Июнь 1918 года
- Группа армий «Йылдырым» (командующий Отто Лиман фон Сандерс)

В июне 1918 года в группу армий «Йылдырым» входили следующие соединения:
- - 7-я армия (командующий Мустафа Февзи-паша)
    - 3-й корпус
      - 1-я пехотная дивизия
      - 24-я пехотная дивизия
      - 3-я кавалерийская дивизия

    - 15-й корпус
      - 26-я пехотная дивизия
      - 53-я пехотная дивизия
      - 19-я пехотная дивизия

    - Германский азиатский корпус

  - 8-я армия (командующий Исмаил Джеват-паша)
    - 22-й корпус
      - 3-я пехотная дивизия
      - 7-я пехотная дивизия
      - 20-я пехотная дивизия
      - 2-я кавалерийская дивизия

#### Сентябрь 1918 года
- Группа армий «Йылдырым» (командующий Отто Лиман фон Сандерс)

В сентябре 1918 года в группу армий «Йылдырым» входили следующие соединения:
- - 4-я армия (командующий Мехмет Джемаль-паша)
    - 2-й корпус (командующий Галатали Шевкет-бей)
      - 62-я пехотная дивизия
      - 3 временных дивизии

    - Иорданская группа
      - 24-я пехотная дивизия
      - 3-я кавалерийская дивизия

    - 8-й корпус (командующий Ясин Хилми-бей)
      - 48-я пехотная дивизия
      - Амманская дивизия

  - 7-я армия (командующий Мустафа Кемаль-паша)
    - 3-й корпус (командующий Исмет-бей)
      - 1-я пехотная дивизия
      - 11-я пехотная дивизия

    - 20-й корпус (командующий Али Фуат-бей)
      - 26-я пехотная дивизия
      - 53-я пехотная дивизия

  - 8-я армия (командующий Исмаил Джеват-паша)
    - 22-й корпус (командующий Рефет-бей)
      - 7-я пехотная дивизия
      - 20-я пехотная дивизия

    - Левофланговый корпус (командующий Густав фон Оппен)
      - 16-я пехотная дивизия
      - 19-я пехотная дивизия

    - Германский азиатский корпус
    - 2-я кавалерийская дивизия

### ПослеМудросского перемирия

#### Ноябрь 1918 года
- Группа армий «Йылдырым» (командующий Мустафа Кемаль-паша)

В ноябре 1918 года в группу армий «Йылдырым» входили следующие соединения:
- - 2-я армия (командующий Нихат-паша)
    - 12-й корпус
      - 23-я пехотная дивизия

    - 15-й корпус
      - 41-я пехотная дивизия
      - 44-я пехотная дивизия

  - 7-я армия (командующий Али Фуат-паша)
    - 3-й корпус
      - 24-я пехотная дивизия
      - 11-я пехотная дивизия

    - 20-й корпус
      - 43-я пехотная дивизия
      - 1-я пехотная дивизия